# Монморанси, Анн-Шарль-Франсуа де
Анн-Шарль-Франсуа де Монморанси (фр. Anne-Charles-François de Montmorency; 28 июля 1768, Париж — 25 мая 1846, Париж), герцог де Монморанси, первый христианский барон и первый барон Франции, принц д'Эгремон, граф Империи, пэр Франции — французский военный и государственный деятель.

## Биография
Сын Анн-Леона II де Монморанси-Фоссё и Шарлотты Анны Франсуазы де Монморанси-Люксембург.
В возрасте 18 лет поступил на службу в королевскую гвардию Людовика XVI, затем стал корнетом в полку генерал-полковника драгун. В 1790 эмигрировал, побывал в Швейцарии, Бельгии, Германии, жил в Брюсселе, Гааге, Гамбурге и Мюнстере. В 1791—1794 воевал в армии принцев.
В период Консульства вернулся во Францию и поселился в замке Куртален в Дюнуа. Был мэром Курталена, генеральным советником департамента. 17 мая 1810 возведен в достоинство графа Империи.
В 1813 назначен командовать Национальной гвардией Эра и Луары; 8 января 1814 вызван в Париж в главный штаб Национальной гвардии и назначен одним из четырёх главных старших адъютантов при его начальнике маршале Монсе; 17-го принес присягу императору. Когда маршал был вызван к императору, а трое других генералов получили новые назначения, Монморанси оказался командующим в Париже. После того, как маршалы Наполеона приняли решение о капитуляции, Монморанси успокоил батальоны, не желавшие подчиняться и готовые оказать сопротивление войскам союзников.
4 июня 1814 Людовик XVIII назначил его пэром Франции. В составе Палаты пэров принимал мало участия в политических дебатах, и занимался, в основном, делами благотворительности. В 1830 поддержал Июльскую монархию, в 1833 снова стал генеральным советником Эра и Луары. Был членом нескольких научных обществ, а также Обществ Земледелия, Коммерции и Промышленности.

## Награды
- кавалер ордена Святого Людовика (27.06.1814)
- кавалер ордена Почетного легиона (5.09.1814)
- офицер ордена Почетного легиона (19.08.1823)

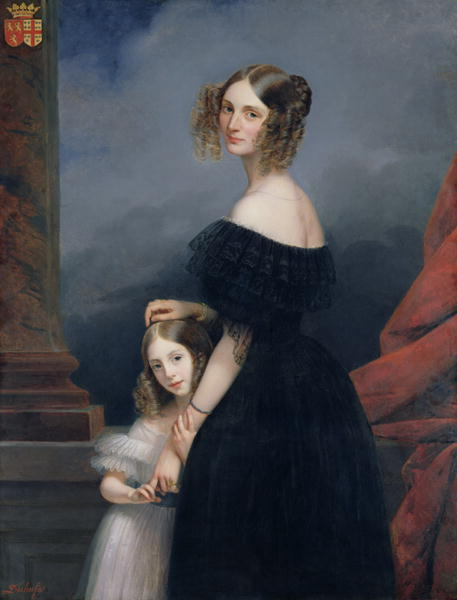
Анн Луиза Шарлотта де Монморанси c дочерью (1840)

## Семья
Жена (2.06.1788): графиня Анн-Луиза-Каролина де Гойон де Матиньон (23.05.1774—27.3.1846), дочь графа Луи-Шарля-Огюста де Гойон де Матиньона
Дети:
- Анн-Луи-Рауль-Виктор де Монморанси (14.08.1790—18.08.1862), герцог де Монморанси. Жена (1821): Эуфемия Теодора Валентина де Арши (1787—1858), брак бездетный
- Анн-Элизабет-Лоранс де Монморанси (7.04.1802—14.10.1860). Муж (4.09.1819): принц Теодор де Бофремон-Куртене (1793—1853), трое детей
- Анн Луиза Шарлотта де Монморанси (13.10.1810—13.9.1858). Муж (26.02.1829): Наполеон Луи де Талейран-Перигор, герцог де Талейран и де Саган (1811—1898). К их потомству перешли титулы дома Монморанси, 4 детей